# Akiskenukinik
Akiskenukinik (Windemere Band; ʔakisq̓nuk, Akisqnuk) /=people of the two lakes,/ pleme Upper Kutenai Indijanaca čije je glavno naselje bilo Windermere u Britanskoj Kolumbiji, Kanada. Populacija im je 1902 iznosila 72. 
Danas pod imenom ?Akisq'nuk (Akisqnuk) žive na dva rezervata, to su Columbia Lake 3 i St. Mary's 1a.

## Vanjske poveznice
- A- Canadian Indian Villages, Towns and Settlements
- ?Akisq'nuk First Nation  Arhivirana inačica izvorne stranice od 27. kolovoza 2012. (Wayback Machine)